# Col du Mont de Fourche
Pour les articles homonymes, voir Fourche (homonymie).
Ne doit pas être confondu avec Col de Fourche.
Le col du Mont de Fourche est un col du massif des Vosges à 620 mètres d'altitude.

## Accès
Il est emprunté par la RD 35 pour rejoindre Rupt-sur-Moselle côté vosgien et la RD 6 pour aller vers Corravillers sur le versant de la Haute-Saône.
La route croise au niveau du col la Route des Forts qui est une route de crête reliant le Girmont-Val-d'Ajol au Ballon de Servance.

## Géographie
En limite des communes de La Rosière et Rupt-sur-Moselle, il sépare le Grand Est de la Bourgogne-Franche-Comté ainsi que le bassin de la mer du Nord (du côté de la Moselle) et le bassin de la mer Méditerranée (du côté de la Saône).

## Ascension cycliste
Il a été franchi pour la première fois par le Tour de France le 7 juillet 2012 lors de la 7e étape du Tour 2012. Il est alors classé en 3e catégorie et est franchi en tête par le Danois Chris Anker Sørensen.
Sur le Tour de France Femmes, il est au programme en 2024 lors de la 6e étape et classé en 3e catégorie. La Belge Justine Ghekiere le franchit en tête.

## Sport automobile
Sur le versant franc-comtois se déroule chaque année en été une course de côte sur 2 km.

## Randonnée
Le sentier de grande randonnée 7, reliant le ballon d'Alsace à Andorre, passe au col.